# Ловуване в консерва
„Ловуване в консерва“ (на английски: canned hunt, canned hunting) е фигуративно наименование за практиката да се извършва лов на животни с цел ловни трофеи не в дивата природа, а в сравнително ограничени територии, например площи оградени със заграждения, което повишава вероятността ловецът да убие жертвата.
Практиката при „ловуването в консеврва“ е да се ловуват животни, които предварително са отглеждани в ловни стопанства до достигане на достатъчно зряла възраст и размери, за да бъдат подходящи за ловни трофеи.
Този вид лов съществува в страни като САЩ и Южна Африка, въпреки че в ЮАР съществуват и законодателни мерки, целящи ограничаването и забраняването му. Сред жертвите на лова в консерва са лъвове и други хищници, носорози, диви прасета, различни видове птици. Репортаж по CNN от 2007 година показва в подробности практиката за „ловуване в консерва“ в Южна Африка, включително видео как бива отстрелян лъв, притиснат до заграждение.
Много групи и общности, в това число и общности на ловци, съблюдаващи ловната етика, се противопоставят на ловуването „в консерва“ по причини, че това представлява насилие над животните и че нарушава принципа на честния лов („fair chase“).